# Miguel Nijensohn
 Miguel Nijensohn  (Buenos Aires, 1 de diciembre de 1911 – Mar del Plata, 9 de mayo de 1983) fue un pianista, arreglista, director de orquesta y compositor argentino dedicado al género del tango.

## Vida personal
Su abuelo fue Moisés Nijensohn, un destacado estudiante de yeshivá (academia talmúdica) en Letonia y de Ana Simuni, cuyos padres de buena posición económica,  dueños de una panificadora, pagaron sus gastos de traslado a Kishinev, en Besarabia, para su casamiento. De ese matrimonio nació Colman o Kalman, que se casó con Clara Pogrebinsky, una prima lejana. La buena posición económica de Colman no fue óbice para que militara en el socialismo originando una persecución política que hizo emigrar a toda la familia a Buenos Aires, poco antes de 1900, y pocos años antes del pogromo de Kishinev.
En esta ciudad el matrimonio abrió una panadería, en la que por algún tiempo estuvo asociado con la familia Canale. Moisés Nijensohn murió en 1913, y tres años después, cuando Miguel tenía 4 años, Colman fue atacado a tiros y quedó paralítico y falleció mientras Miguel era todavía un niño. Dos hermanos de Miguel, Antonio y Matías, se destacaron en medicina, Rodolfo fue uno de los primeros colectiveros de la línea 1, Natalio fue primero dibujante y luego visitador médico y la única hermana era Rosa. Miguel Wolf Nijensohn, hermano del padre, se reunió con Winston Churchill durante la Segunda Guerra Mundial, gestionando un hogar para los judíos perseguidos por los nazis. 
En 1939 se casó con Raquel , a quien había conocido en un baile, cuyo padre era Gregorio Ilivitzky, un mueblero de La Paternal. Su primer hijo solo vivió una semana, el siguiente fue Eduardo en 1942, que con los años se convirtió en neurorradiólogo y buen cantor de tango y la tercera fue Alicia, también médica.
Raquel se casó seducida por el encanto de la vida artística de Miguel, pero este también tenía sus ausencias, sus trasnochadas, su vida a contramano de la de los hijos, lo que ocasionó separaciones transitorias de su esposa.
La vida amatoria extramatrimonial de Nijensohn provocaba problemas familiares: en una época tenía por amante a una cancionista, pero los hermanos de esta comenzaron a telefonear a su familia, por lo que Miguel optó por irse de su casa, pero la mujer lo rastreó y la vida se le hizo imposible. También mantuvo una relación amorosa con la esposa de un estanciero, a la que en ocasiones exhibía como su verdadera mujer.
Su esposa Raquel, ambiciosa y hábil, ganaba dinero en varias formas, por ejemplo en una época vendía publicidad del Tiro Federal, y él sentía la permanente presión de la competencia económica que ello le significaba. 
En 1974 Nijensohn se separó de su esposa y se fue a vivir con su hijo Eduardo a Chicago, donde siguió como pudo con su vida de músico. Raquel, que sufría grandes depresiones, le reclamaba que volviera y así lo hizo en 1979 y se fueron a vivir a un departamento muy pequeño en Mar del Plata.

## Actividad profesional
Su madre amaba la música y la familia Nijensohn tenía en su casa un piano, en el que tocaban varios de sus seis hijos, destacándose Miguel por su aptitud artística por lo que su madre lo mandó a estudiar con los mejores maestros que pudo: Isaac Tenensoff, Vicente Scaramuzza, Gilardo Gilardi y Anatole Pietri. 
Cuando su familia pensaba que iba a ser un concertista clásico, Miguel a los 15 años tomó otro rumbo e integró un trío con Aníbal Troilo (tres años menor que él) y el violinista Domingo Zapia, en el Café Palace Medrano ubicado en Medrano y Corrientes cerca del Mercado de Abasto y también en el café Río de la Plata del barrio de Caballito reemplazando al futuro astro del jazz, Héctor Lagna Fietta, cuando este tenía otros trabajos, cobrando en ambos casos como retribución la que recolectara pasando el platito entre los parroquianos.
Un año después Miguel ingresó en la orquesta de Roberto Firpo, con quien se fue de gira por Sudamérica. En 1929 fue pianista en el conjunto de Roberto Dimas, en el que revistaban también los bandoneonistas José Verdi y Nicolás Peppe. En 1936 integró el Quinteto "Los poetas del tango" con los bandoneonistas Héctor Artola y Francisco Fiorentino y los violinistas Antonio Bonano, José Nieso -un gran amigo suyo- y Antonio Rodio. En 1936, Nieso inauguró su lujosa boite Lucerna de la calle Suipacha 567, donde Nijensohn dirigió su propia orquesta que acompañaba a Antonio Rodríguez Lesende con quien estrenó el tango Nostalgias, de Juan Carlos Cobián  y Enrique Cadícamo; en el mismo año se unió a la orquesta de Miguel Caló como pianista y arreglista, alternándose en esta tarea con Argentino Galván, en la que permaneció hasta 1939 en que fue sucesivamente reemplazado en el piano por Héctor Stamponi en 1939 y por Osmar Maderna en 1940. Nijensohn siguió en actividad y acompañó, entre otros cantantes, a Rosanna Falasca, Alba Solís, Tania y Jorge Casal. 
Cuando Maderna dejó a Caló en 1945 y Nijensohn se reincorporó a la orquesta, este debió ajustar sus arreglos al estilo que le había impreso Maderna, para lo cual estudió las grabaciones de esos años. En las giras Nijensohn aprovechaba los largos viajes en tren para escribir las orquestaciones y llegó a ser el principal arreglador de la orquesta.
En 1955 Nijensohn condujo musicalmente un concurso de cantores que se realizó en el Luna Park, formó una orquesta e incorporó a los ganadores Jorge Budini y Mario Bonet; sus bandoneonistas eran Víctor Lavallén, Manuel Daponte, Ángel Álvarez y Eduardo Corti, luego reemplazado por Osvaldo Montes, quien tomó después el lugar conductor de Lavallén y los violinistas fueron Emilio González, Raúl Domínguez (Finito), Pedro Sapochnik y Milo Dojman.
En 1958, incorporó en su conjunto como cantor a Alberto Hidalgo, El Chino, que había ganado un concurso en el Tango Bar de Flores, e hizo registros para la discográfica Odeon. En 1958 asumió la dirección artística de Radio del Pueblo, cuando Antonio Maida se hizo cargo de la dirección general de la emisora; mientras Maida estuvo en ese cargo siempre tenía las puertas abiertas para los artistas de la música popular y fue uno de los períodos de mayor difusión del tango en ese medio. Solistas, conjuntos y orquestas de tango ocupaban durante la semana gran parte de la programación y los fines de semana, participaban estrellas de la magnitud de Carlos Fontán (El Duende), Alberto Marino, Edmundo Rivero, Julio Sosa, Roberto Rufino, y Aníbal Troilo con su cuarteto, que completaban Roberto Grela, Edmundo P. Zaldívar (h.) y Rafael del Bagno.
Al año siguiente Nijensohn formó el Cuarteto de Oro, que completaban el violinista Milo Dojman y los bandoneonistas Mauricio Chulman y Ángel Álvarez, pero por el elevado cachet que solicitaba no obtuvo ninguna contratación.
También creó un quinteto que integraba como pianista más cuatro bandoneones (Chulman, Daponte, Montes y Álvarez)  que actuó por dos meses como número vivo –en esa época obligatorio en los cines- en el Teatro Ópera ejecutando obras clásicas adaptadas por Nijensohn. En 1969, formó con el bandoneonista Juan Carlos Bera el cuarteto A Puro Tango, del que quedó un long play.

## Labor como compositor
Algunas de las obras que compuso fueron registradas por Juan D'Arienzo, Miguel Caló, Carlos Di Sarli y otras destacadas orquestas. Probablemente su tango más logrado es Un desolado corazón, en el que musicalizó una letra del locutor Roberto Miró, grabado en 1954 por Di Sarli con la voz de Oscar Serpa.
En colaboración con el violinista José Nieso y el letrista José María Suñé (1911-1976) compuso Castigo, Decime qué pasó, Sol, Viento malo y Yo quiero cantar un tango; con letra de Juan Pueblito, seudónimo del letrista, saxofonista y conductor radial Noé Scolnik (1912-1997) produjo Leyenda del río; con el violinista Pedro Héctor Pandolfi compuso Derrotao, con versos de Julio Jorge Nelson, y Caballo de calesita, con el poeta y compositor Carlos Marín (1918-1975) y sobre letra de Carlos Bahr compuso La vendedora. Otras de sus obras a destacar fueron Disco rayado y Tango compadrón.

## Valoración
Personaje muy popular en el ambiente del tango, a Miguel Nijensohn era común encontrarlo en un café de Corrientes y Montevideo, fumando, con su café, su copita de whisky y su cigarrillo. Allí componía, conseguía algún intérprete para sus creaciones, lo iban a buscar para contratarlo para algún conjunto, para acompañar a algún cantor o cantante, otros para que les vertiera en la partitura una música que habían imaginado y no sabían escribirla y también empresas en procura de una orquesta bajo su mando para actuar en radio, teatro o baile.
Vivió como un bohemio a plenitud, pero también como un músico considerado un erudito, muy respetado en el ambiente artístico, donde lo requerían constantemente y siempre le dejaron sentir su aprecio; era así que autores reconocidos pero que no sabían escribir música como Rodolfo Sciammarella le silbaban sus tangos para que él se los anotara y armonizara. Alicia Nijensohn decía sobre su padre: "La única explicación plausible que justifique la participación de mi padre en el mundo del tango, radica, a mi entender, en su personalidad rebelde y bohemia. No le encuentro otra".

## Fallecimiento
El 9 de mayo de 1983 el matrimonio Nijensohn fue encontrado muerto por un escape de gas en su departamento de Mar del Plata y no se pudo determinar si fue accidente o suicidio.